# Gare de Kakogawa
La gare de Kakogawa (加古川駅, Kakogawa-eki) est une gare ferroviaire localisée dans la ville de Kakogawa, dans la préfecture de Hyōgo au Japon. La gare est exploitée par la compagnie JR West, sur la ligne Sanyō(ligne JR Kobe). Elle est également le terminus de la ligne Kakogawa, reliant Kakogawa à Tamba. Le numéro de gare est JR-A79.

## Situation ferroviaire
Établie à 9 mètres d'altitude, la gare de Kakogawa est située au point kilométrique (PK) 39.1 de la ligne Sanyō et au PK 0.0 de ligne Kakogawa. La gare se situe en plein cœur de la ville. Le chef de gare à la gestion directe de quatre gares sur la ligne Sanyô. Les gares de Tsuchiyama, Higashi-Kakogawa, Hōden et Sone. Sur la ligne Kakogawa, il a la gestion de toutes les gares.

## Histoire
Le 14 mai 1900, la gare est inaugurée par la Sanyo Railway. En 1913, la ligne Banshū (aujourd'hui ligne kakogawa) est inaugurée jusqu'à la gare de Yakujin. Le 17 janvier 1995, la gare est fermée à cause du séisme de 1995 à Kobe. En 2003, la carte ICOCA devient utilisable en gare. Depuis le 26 mars 2016, la carte ICOCA est utilisable entre les gares de Kakogawa et Nishiwakishi.
En 2015, la fréquentation journalière de la gare était de 23 256 personnes.
| 2010   | 2011   | 2012   | 2013   | 2014   | 2015   |
| 21 810 | 21 948 | 22 174 | 22 669 | 22 523 | 23 256 |

## Service des voyageurs

### Accueil
La gare dispose d'un guichet, ouvert tous les jours de 5 h 30 à 23 h, de billetterie automatique verte pour l'achat de titres de transport pour shinkansen et train express. La carte ICOCA est également possible pour l’accès aux portillons d’accès aux quais.
La gare possède également un coin pour les consignes automatique et  d'un bâtiment pour location de voiture.

### Desserte
La gare de Kakogawa est une gare disposant de trois quais et de six voies. La desserte est effectuée par des trains rapides ou locaux. Les voies de 1 à 4 sont utilisées pour la ligne Sanyō, alors que les voies 5 et 6 sont celles pour la ligne Kakogawa.
| N° de voie | Ligne      | Direction         |
| ---------- | ---------- | ----------------- |
| 1・2       | A JR Kobe  | Himeji - Aioi     |
| 3・4       | A JR Kobe  | Sannomiya - Ôsaka |
| 5・6       | I Kakogawa | Ao - Nishiwakishi |

### Intermodalité
Un arrêt de bus du réseau Shinki Bus et des bus de ville sont également disponibles près de la gare.